# Donald Cammell
Donald Cammell est un réalisateur et peintre écossais, né le 17 janvier 1934 et décédé le 24 avril 1996.

## Biographie
Né à Édimbourg, il est le fils du poète Charles Richard Cammell, qui a entre autres écrit une biographie d'Aleister Crowley, le célèbre occultiste. Aleister Crowley a d'ailleurs rencontré le jeune Donald à plusieurs occasions. Donald Cammell commence sa carrière dans la peinture, art pour lequel il montre quelques traits de génie. Portraitiste du swinging London (la Chelsea set), les portes du cinéma s'ouvrent alors à lui. Son premier film Performance (1968) est coréalisé avec Nicolas Roeg. Il raconte les déboires d'un gangster joué par James Fox qui rencontre le quotidien d'une rock star excentrique interprétée par Mick Jagger. De nature très sensible, se remarque très tôt un goût prononcé de Cammell pour les personnages excentriques qui se révèlent paradoxalement fragiles. On retrouvera ce type de personnages dans toute sa filmographie.
Donald Cammell n'est pas un réalisateur prolifique : son second film est réalisé sept ans plus tard. Il s'agit de Génération Proteus un film de science-fiction avec Julie Christie.
Dix ans plus tard, son film White of the Eye (1987) débute comme un giallo et se termine en survival. Il raconte l'histoire d'un père de famille Paul White, installateur de systèmes de son, accusé de crimes sanglants perpétrés contre des femmes. Ce long-métrage est célèbre pour son premier meurtre graphique, dont le témoin oculaire n'est autre qu'un poisson rouge. Nick Mason, le batteur de Pink Floyd a composé la bande originale du film dans laquelle se retrouvent également des airs d'opéra et le tube d'Hot Chocolate You Sexy Thing.
Ce film est en réalité une autobiographie déguisée de Donald Cammell, qui est rongé par la dépression (problèmes familiaux). La mauvaise réception de ce film n'aidera pas le réalisateur à lutter contre ses démons. Son film suivant et dernier film Wild side (1995) sera même coupé, ce qui donnera une raison pour le réalisateur d'en finir avec une vie qui l'empoisonne sans le moindre répit.

### Mort
Donald Cammell se donne la mort le 24 avril 1996 à Hollywood en se tirant une balle dans la tête. Sa femme China Cammell raconte qu'il ne serait pas mort sur le coup et aurait supplié qu'on lui apporte un miroir (cette scène d'un personnage qui se voit mourir était présente dans White of the Eye). Il lui aurait alors demandé : « Est-ce que tu y vois l'image de Borges ? »

## Filmographie
- 1968 : Performance, coréalisé avec Nicolas Roeg
- 1977 : Génération Proteus
- 1987 : White of the Eye
- 1995 : Wild Side

## Autre
Il a également réalisé des clips de U2 (Pride) et coécrit avec Marlon Brando un scénario, Fan Tan publié en 2005.